# Palędzie (stacja kolejowa)
Palędzie – stacja kolejowa w Dąbrówce, w województwie wielkopolskim, w Polsce. Według klasyfikacji PKP ma kategorię dworca lokalnego. Znajdują się tu 2 perony wyspowe. Przy stacji znajdują się parking "parkuj i jedź" oraz przystanek autobusowy.

## Ruch pasażerski
| Rok  | Wymiana pasażerska na dobę |
| ---- | -------------------------- |
| 2017 | 700–999                    |
| 2018 | 1400                       |
| 2019 | 1700                       |
| 2020 | 1100                       |
| 2021 | 700–999                    |
| 2022 | 1200                       |
| 2023 | 1400                       |
| 2024 | 1500                       |

## Modernizacja budynku dworca
Jesienią 2020 roku rozpoczęto modernizacje dworca, która pierwotnie miała zakończyć się w 2022 roku. W marcu 2023 roku odstąpiono od umowy na realizację robót budowlanych z powodu nierzetelnych działań wykonawcy. Zaawansowanie prac w tamtym momencie wynosiło około 53%. Na początku 2024 roku otworzono przetarg na dokończenie prac budowlanych. Na realizację prac przeznaczono 24 tygodnie, a otwarcie dworca planowane było na IV kwartał 2024 roku.
Plany modernizacji z 2020 roku przewidywały: 
- przywrócenie historycznego wyglądu budynku stacyjnego
- renowację elewacji
- montaż nowego oświetlenia
- montaż zegara na budynku
- odtworzenie stolarki okiennej i drzwiowej na wzór historyczny
- wykonanie izolacji przeciwwilgociowej oraz docieplenie dworca
- wzmocnione fundamentów
- montaż windy
- wykonanie nowych stropów, konstrukcji zadaszenia, i poszycia dachowego
- montaż elektronicznych tablic przyjazdów i odjazdów pociągów
- montaż nowego systemu informacji głosowej
- dostosowanie budynku do potrzeb osób z niepełnosprawnościami
- montaż paneli fotowoltaicznych

Na parterze budynku zaplanowano hol pełniący funkcję poczekalni, kasy biletowe, toalety oraz lokal komercyjny. Remont zakończono w marcu 2025. 